# Dolní Kounice
Dolní Kounice (in tedesco Kanitz) è una città della Repubblica Ceca facente parte del distretto di Brno-venkov, in Moravia Meridionale.